# Cơ Quý Lịch
Chu vương Quý (chữ Hán: 周王季, trì vì : 1126 TCN-1101 TCN), tên thật là Cơ Lịch (姬歷), là con út nên còn gọi là Quý Lịch (季歷), là vị thủ lĩnh đời thứ 14 của nước Chu (tính từ thời nhà Hạ và nhà Thương) trong lịch sử Trung Quốc.

## Gia thế
Cơ Quý Lịch là con út của Chu Thái Vương Cổ Công Đản Phủ và là cha của Chu Văn Vương Cơ Xương. Theo chế độ thế tập lúc bấy giờ đáng ra ngôi vị quân chủ nước Chu cha ông phải truyền cho anh cả của ông là Thái Bá, nhưng Chu Thái Vương thấy con của Quý Lịch là Cơ Xương là đứa bé thông minh đoán chắc sau này sẽ làm nên nghiệp lớn nên mới truyền ngôi cho con út. Thái Bá và em thứ 2 là Trọng Ung bất mãn rủ nhau đến vùng Thái Hồ khai khẩn rồi dựng nên nước Ngô, sau này chắt của Trọng Ung là Cơ Chu Chương mới chính thức được Chu Vũ Vương phong hầu.

## Trị vì
Trong thời gian cầm quyền, ông thông gia với quý tộc nhà Thương hơn nữa còn đích thân đến tận kinh đô triều phục thiên tử nhà Thương. Vua Vũ Ất nhà Thương cảm động trước tấm nhiệt thành của ông cho nên đã trọng thưởng cho Quý Lịch 10 đỉnh ngọc, 1 xe tám con ngựa và 30 dặm đất. Tuy bên trong tỏ ra thuần phục nhà Thương nhưng bề ngoài Quý Lịch vẫn gấp rút mở rộng phạm vi thế lực: Năm thứ 2 Thái Đinh, Quý Lịch tấn công Yên Kinh Nhung (燕京戎) nhưng bị đánh bại. Năm thứ 4 Thái Đinh, Quý Lịch tấn công Dư Vô Nhung (余无戎) và giành chiến thắng. Năm thứ 7 Thái Đinh, Quý Lịch tấn công Hô Nhung (呼 戎) và một lần nữa chiến thắng. Vài năm sau đó, Quý Lịch đánh bại Ế Đồ Nhung (翳徒戎), bắt giữ được ba tướng, báo cáo chiến thắng cho vua Thái Đinh.
Vua Thái Đinh nhà Thương thấy thế lực nước Chu càng ngày càng cường thịnh, để kìm hãm bớt nhà vua đã triệu Quý Lịch vào chầu rồi tìm cớ giết chết.
Sau khi Quý Lịch bị giết con nhỏ là Cơ Xương nối ngôi, lúc đầu Cơ Xương truy tôn cha là công Quý nhưng sau khi xưng vương thì truy tôn lại là vương Quý.